# Aeropuerto Internacional de Penang
El aeropuerto internacional de Penang es uno de los más importantes de Malasia. Además de los vuelos de cabotaje opera con los principales puntos del sudeste asiático, Hong Kong, entre otros. Más de 3 millones de pasajeros lo transitaron durante 2008.

## Instalaciones
Hay discusiones en curso entre el operador del aeropuerto, las tenencias Berhad (MAHB) de los aeropuertos de Malasia, el ministerio el portador más grande del bajo costo del transporte, y de Asia, AirAsia sobre terminal del portador del bajo costo de Malasia de la creación el tercer en el aeropuerto. Las discusiones deben ser concluidas en abril de 2007.
Los informes en periódico sugieren recientemente que las discusiones sobre el nuevo terminal barato del portador estén acercando a etapas finales. Un paquete de la tierra (36 hectáreas) ha sido reservado por el gobierno del estado de Penang para el propósito. En la región económica de NCER, hay una oferta para construir un nuevo terminal más grande y moderno del pasajero y del cargo. Un cauce adicional también se planea para abastecer tráfico aéreo de aumento.

### Instalaciones del pasajero
- 64 escritorios de los registros.
- 11 puertas.
- 8 puentes del aire.
- 3 correas de la demanda del bagaje.
- 808 espacios a corto plazo del estacionamiento.
- La oficina de correos.
- Banco.
- Bureau de Change.
- Restaurantes.
- wed cafeterías.
- Barras y karaoke.
- Salón del VIP.
- Tienda con franquicia.
- Newsagent/Tobacconist.
- Farmacia.
- Tienda de regalos.
- Agente del recorrido.
- Puesto de informaciones turístico.
- Alquiler de coches.
- Servicio/fila del taxi.
- Primeros auxilios.
- Acceso/instalaciones lisiados.
- Centro de negocio.

### Instalaciones de carga
- 7 x 747 muelles del carguero.
- Consolidado Almacén.
- Tránsito Zona.
- Doméstico Cargo solamente.
- Puerto francoZona comercial de /Foreign.
- EU Puesto fronterizo.
- Avión Mantenimiento.
- Dirección mecánica.
- Ganado Dirección.
- Funcionarios de la salud.
- Equipo de la radiografía.
- Compartimiento de la descompresión.
- Seguridad para los objetos de valor.
- Fumigación Equipo.
- Mercancías peligrosas.
- Radiactivo Mercancías.
- Cargo muy grande/pesado.
- ExpresoMensajero Centro.

## Aerolíneas y destinos

### Terminal 1
La terminal 1 es la terminal del aeropuerto para vuelos comerciales. Las aerolíneas son las siguientes:
- AirAsia: Kuala Lumpur.
  - Operado por Thai AirAsia: Bangkok.
  - Operado por Indonesia AirAsia: Yakarta.
- Cathay Pacific: Hong Kong.
- China Airlines: Taipéi.
- China Southern Airlines: Cantón.
- Firefly: Alon Setar, Banda Aceh, Ioph, Johor Bahru, Kuantan, Padang, Pekanbaru, Medan, Phuket, Subang, Singapur.
- Korean Air: Seúl-Incheon.
- Lion Air: Surabaya, Yakarta.
- Malaysia Airlines: Kuala Lumpur.
- Malindo Air: Kuala Lumpur.
- Singapore Airlines: Singapur.
- Scoot: Singapur.
- Thai Airways: Bangkok.
- Xiamen Airlines: Xiamen.

### Terminal 2 y 3
Estas terminales están destinadas para la carga. Las aerolíneas son las siguientes.
- Asiana Cargo.
- Cathay Pacific Cargo.
- China Airlines Cargo.
- DHL Aviation operado por Air Hong Kong.
- DHL Aviation operado por Trnsmite Air.
- EVA Air Cargo.
- FedEx Express.
- KLM Cargo.
- Korean Air Cargo.
- Lufthansa Cargo.
- MASkargo.
- TNT Airways Cargo.
- UPS Airlines.

### Pasajeros
| Aerolíneas                 | Destinos |
| -------------------------- | --- |
| AirAsia                    | Ho Chi Minh City, Hong Kong, Yakarta–Soekarno-Hatta, Johor Bahru, Kota Kinabalu (reinicia 31 de marzo de 2024), Kuala Lumpur–Internacional, Kuching (reinicia 31 de marzo de 2024), Langkawi, Medan, Singapur |
| Batik Air                  | Yakarta–Soekarno-Hatta |
| Batik Air Malaysia         | Haikou, Kuala Lumpur–Internacional Chárter: Guilin |
| Cathay Pacific             | Hong Kong |
| China Airlines             | Taipei–Taoyuan |
| China Eastern Airlines     | Shanghai–Pudong (inicia 24 de julio de 2024) |
| China Southern Airlines    | Guangzhou |
| Citilink                   | Medan |
| Firefly                    | Banda Aceh, Bangkok–Don Mueang, Johor Bahru, Kota Bharu, Kota Kinabalu, Kuala Lumpur–Subang, Kuching, Langkawi, Medan, Phuket, Singapur                                                                       |
| flydubai                   | Dubái–Internacional |
| Indonesia AirAsia          | Yakarta–Soekarno-Hatta, Medan, Surabaya |
| Juneyao Air                | Shanghai–Pudong (inicia 31 de mayo de 2024) |
| Lion Air                   | Medan |
| Malaysia Airlines          | Kuala Lumpur–Internacional |
| Qatar Airways              | Doha |
| Scoot                      | Singapur |
| Singapore Airlines         | Singapur |
| Starlux Airlines           | Taipei–Taoyuan |
| Thai AirAsia               | Bangkok–Don Mueang |
| Thai Airways International | Bangkok–Suvarnabhumi |
| Thai Lion Air              | Bangkok–Don Mueang (inicia 5 de abril de 2024) |
| XiamenAir                  | Xiamen |

1. ↑  «Aeropuerto de Penang - Aeropueretos del Mundo». Archivado desde el original el 17 de octubre de 2010. Consultado el 6 de julio de 2010.
2. ↑  Aeropuerto de Penang (Aerolíneas) - Mundocity
3. ↑   Destinos - Wikipedia inglesa
4. ↑   Terminal Carga - Wikipedia inglesa.
5. ↑  «AirAsia Resumes Penang – Hong Kong Service From August 2023». Aeroroutes. Consultado el 29 de mayo de 2023.
6. ↑  «Batik Air Adds Banda Aceh – Penang Service From Dec 2022». AeroRoutes. 28 de noviembre de 2022.
7. ↑  «Tourism minister: China Eastern Airlines to introduce Nanjing to Kuching, Kota Kinabalu direct flights earliest June». Malay Mail. 4 Jan 2024. Consultado el 7 de enero de 2024.
8. ↑  «China Southern Feb/Mar 2023 SE Asia Service Resumptions». Aeroroutes. Consultado el 25 de enero de 2023.
9. ↑  «Firefly Adds Penang – Bangkok Route From Nov 2023». Aeroroutes. Consultado el 10 de octubre de 2023.
10. 1 2 3  «Firefly reinstates jet ops from Penang with direct flights to Johor Bahru, Kuching and Kota Kinabalu». The Edge Markets.
11. ↑   «Firefly = Penang-Kualanamu daily flight on Firefly's 737».
12. ↑  «Firefly to launch flights from Penang to Changi Airport on de marzo de 26». The Straits Times. 3 de marzo de 2023. Consultado el 3 de marzo de 2023.
13. ↑  «flydubai launches daily service to Langkawi and Penang in Malaysia».
14. ↑  https://penang.chinapress.com.my/?p=1802856 吉祥航空上海直飞槟城 杨顺兴：531启航
15. ↑  Este vuelo opera con una escala en Phuket. La aerolínea no posee derechos de tráfico para transportar pasajeros solamente entre Penang y Phuket.
16. ↑  «Qatar Airways Resumes Flights To Penang».
17. ↑  «Starlux Airlines: Taiwan's AWESOME New Airline». One Mile at a Time. 7 de octubre de 2019.
18. ↑  Töre, Özgür (15 de marzo de 2022). «AirAsia Resumes Flights from Malaysia to Thailand». ftnNews. Consultado el 15 de marzo de 2022.
19. ↑  «Thai Lion Air Adds Penang Service From April 2024». Aeroroutes. Consultado el 26 de febrero de 2024.
20. ↑  «XIAMEN AIRLINES ADDS XIAMEN – PENANG FROM LATE-SEP 2023».
21. ↑  «9月28日起，厦门-槟城航班恢复至每周3班！».